# Ankalagon saurognathus
Ankalagon saurognathus és una espècie de mamífer mesonic extint de la família dels mesoníquids. Visqué durant el període Paleocè. Se n'han trobat restes fòssils als Estats Units. Tenia una dieta carnívora.